# Деран-Лакуе, Энош
Энош Деран-Лакуе (фр. Énoch Dérant-Lakoué; род. 5 октября 1944) — центральноафриканский политик, занимавший пост премьер-министра Центральноафриканской Республики с 26 февраля по 25 октября 1993 года.

## Ранний период жизни
Родился 5 октября 1944 года в Форт-Лами (ныне Нджамена), Чад. Он принадлежит к этнической группе гбайя. С 1960 по 1962 год он учился в лицее Эмиля Жантиля в Банги, а затем изучал экономику.

## Политическая карьера
16 февраля 1968 года был назначен заместителем директора по торговле и промышленности, а 1 февраля 1969 года был повышен до директора по промышленности. Президент Жан Бедель Бокасса назначил Лакуе министром транспорта 25 июня 1970 года. 19 августа он был назначен министром промышленности, а 25 ноября — министром торговли. Лакуе был назначен министром финансов, промышленности и торговли 29 декабря 1971 года, занимая эту должность до 27 октября 1972 года. Впоследствии он занимал должность генерального директора Банка развития государств Центральной Африки (BDEAC) до 1982 года. Он также работал во Всемирном банке, Программе развития Организации Объединённых Наций и ЮНЕСКО.
Лакуе недолго был членом Движения за освобождение народа Центральной Африки, возглавляемого Анж-Феликсом Патассе. Лакуе был кандидатом от Социал-демократической партии на президентских выборах в августе 1993 года, получив 2,39% голосов. Он был назначен премьер-министром в феврале 1993 года, но подал в отставку в октябре после того, как не смог привлечь в правительство основные оппозиционные партии. Он снова баллотировался в президенты на президентских выборах в сентябре 1999 года, получив 1,33% голосов. После выборов 1999 года он отказался подписывать декларацию, в отличие от других кандидатов от оппозиции, в которой осуждались выборы из-за нарушений, заранее отвергались результаты и призывал к народному сопротивлению; Лакуе сказал, что он «не сторонник беспорядков», и что его оппозиция правительству была умеренной.
В 2003 году был назначен директором Банка Центральноафриканских государств. Первоначально он выдвинул свою кандидатуру на президентских выборах 2005 года, но снял её до вынесения Конституционным судом 30 декабря 2004 года решения о действительности кандидатур, решив остаться на своём посту главы национальной администрации Банка Центральноафриканских государств. После восстания в декабре 2012 года 3 февраля 2013 года было назначено правительство национального единства, состоящее из сторонников президента Франсуа Бозизе, оппозиции и повстанцев. Лакуе был назначен в правительство государственным министром экономики, планирования и сотрудничества. 27 февраля 2015 года подписал соглашение о национальном примирении, инициированное католической церковью.

## Награды
- Центральноафриканский орден за промышленные и ремесленные заслуги (1972)[2]